# 부산국제어린이청소년영화제
부산국제어린이청소년영화제(Busan International Kids & Youth Film Fesival, BIKY, 비키)는 해마다 7월에 개최되는 대한민국의 어린이 및 청소년 영화 축제이다. 어린이와 청소년이 주체가 되는 축제가 전무했던 상황에서 시도한 영화제이다. 어린이와 청소년으로 구성된 집행위원은 '비키즈'(BIKies)로 부르며 이는 영화제의 영어명 BIKY(비키)와 KIDS(키즈)의 합성어이다. 경쟁부문인 '레디~액션'이 이 비키즈에 의해 심사된다.

## 역대 영화제
- 제1회 부산국제어린이청소년영화제
- 제2회 부산국제어린이청소년영화제
- 제3회 부산국제어린이청소년영화제
- 제4회 부산국제어린이청소년영화제
- 제5회 부산국제어린이청소년영화제
- 제6회 부산국제어린이청소년영화제
- 제7회 부산국제어린이청소년영화제
- 제8회 부산국제어린이청소년영화제
- 제9회 부산국제어린이청소년영화제
- 제10회 부산국제어린이청소년영화제
- 제11회 부산국제어린이청소년영화제
- 제12회 부산국제어린이청소년영화제
- 제13회 부산국제어린이청소년영화제
- 제14회 부산국제어린이청소년영화제
- 제15회 부산국제어린이청소년영화제
- 제16회 부산국제어린이청소년영화제
- 제17회 부산국제어린이청소년영화제
- 제18회 부산국제어린이청소년영화제
- 제19회 부산국제어린이청소년영화제